# Фердинандсхоф
Фердинандсхоф (њем. Ferdinandshof) општина је у њемачкој савезној држави Мекленбург-Западна Померанија. Једно је од 54 општинска средишта округа Икер-Рандов. Према процјени из 2010. у општини је живјело 2.934 становника. Посједује регионалну шифру (AGS) 13062014.

## Географски и демографски подаци
Фердинандсхоф се налази у савезној држави Мекленбург-Западна Померанија у округу Икер-Рандов. Општина се налази на надморској висини од 8 метара. Површина општине износи 47,2 km². У самом мјесту је, према процјени из 2010. године, живјело 2.934 становника. Просјечна густина становништва износи 62 становника/km².